# Басра
Басра (арап. ‏البصرة‎) је град на југу Ирака. Налази се на реци Шат ел Араб, око 100 km од њеног ушћа у Персијски залив и главна је лука земље. Главни је град истоимене покрајине и најважнији град шиитима насељеног југа Ирака.
Са око 2.150.000 становника (процена из 2015) Басра је после Багдада и Мосула по величини трећи град земље. Готово 100% становника су Арапи. Преко 99% су муслимани, од тога 90% шиити и 9% сунити.
Басра је удаљена 55 km од Персијског залива и 545 km од Багдада. Град има међународни аеродром и значајне изворе нафте у својој околини. Са средњом температуром од +40 °C лети и +12 °C зими Басра је један од најтоплијих градова света.
Град је 636. основао калиф Омер као одбрамбено утврђење и трговачки центар.

## Становништво
| 2015.     |
| --------- |
| 2.150.000 |